# Gorno Pawlikene
Gorno Pawlikene (bułg. Горно Павликене) – wieś w północnej Bułgarii, w obwodzie Łowecz, w gminie Łowecz.

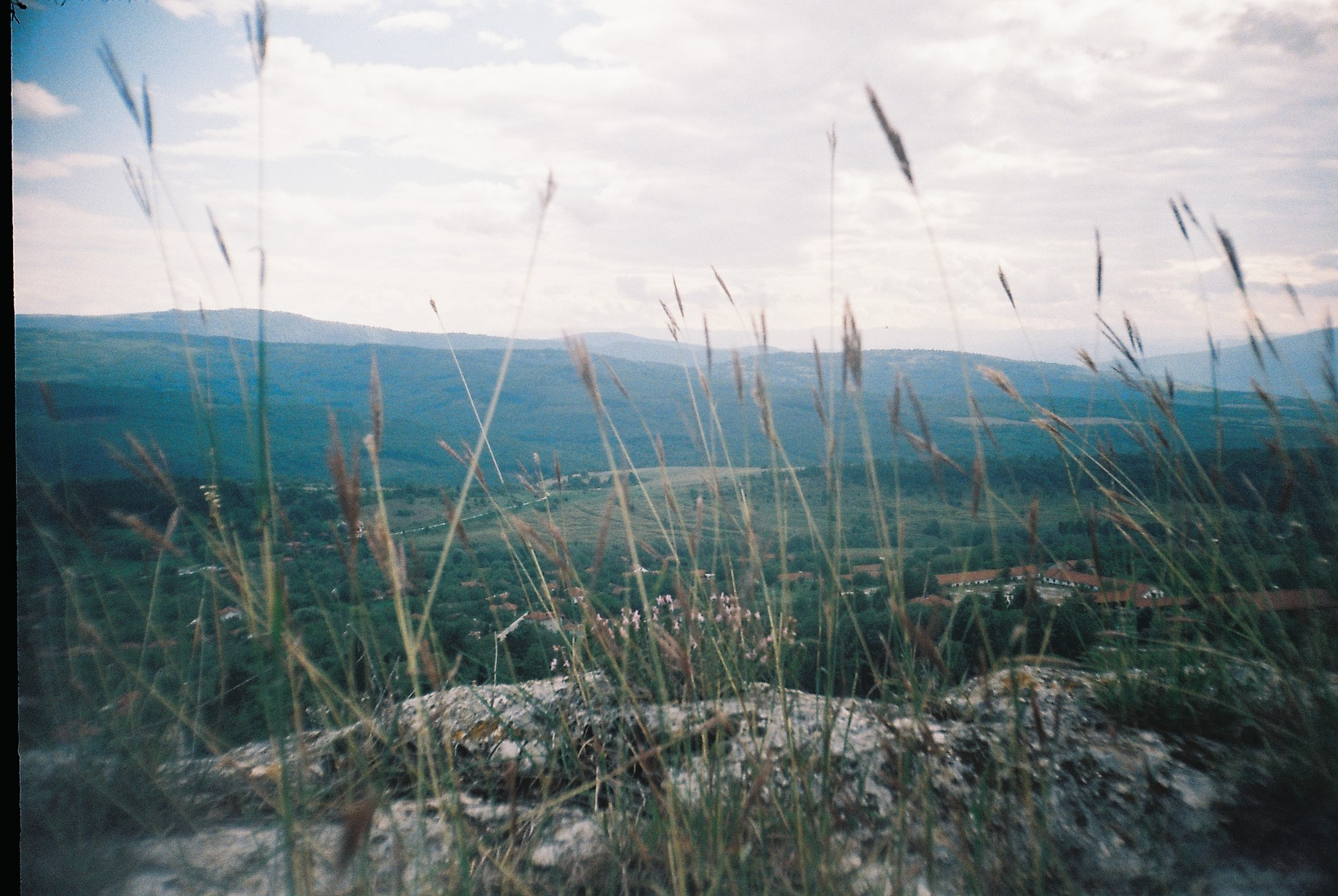
Widok na wieś
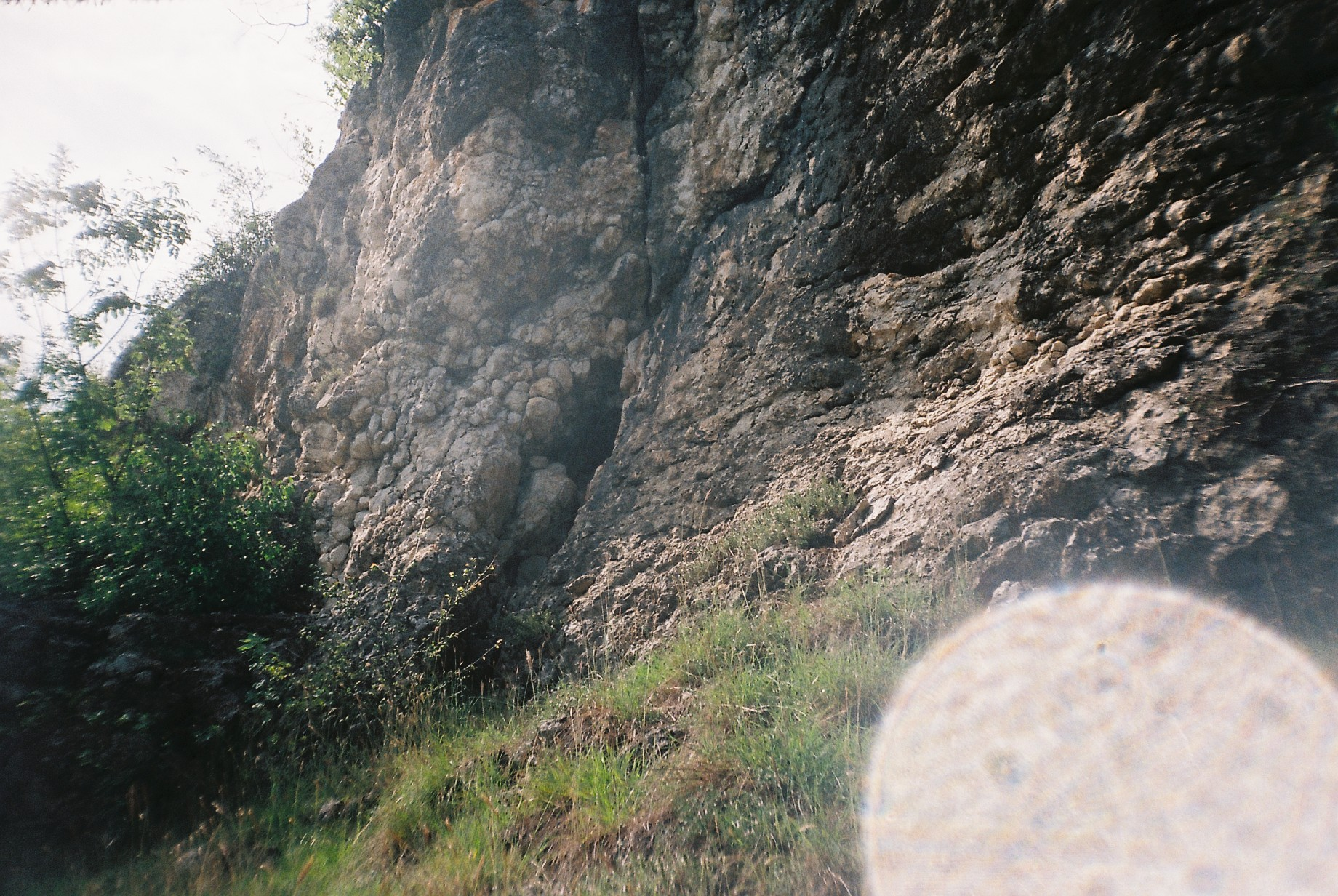
Skała związana z historią wsi
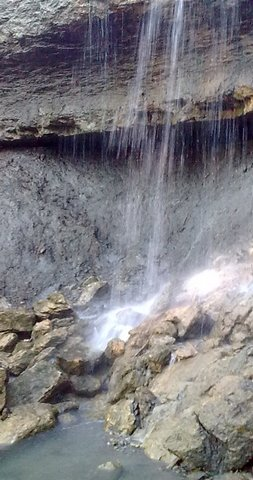
Wodospad Skokyt